# Couroupita
Couroupita é um género botânico pertencente à família Lecythidaceae.

## Espécies
- Couroupita guianensis Aubl.: abricó-de-macaco
- Couroupita nicaraguensis DC.
- Couroupita subsessilis Pilg.